# Schule für Dichtung
Die Schule für Dichtung  (Eigenschreibweise schule für dichtung, kurz sfd) in Wien ist ein gemeinnütziger Verein und wurde 1991 von Autoren und Autorinnen aus den Bereichen Lyrik, Performance und experimentelle Sprachkunst als unabhängiges Künstlerprojekt gegründet.

## Geschichte
Die Idee zur Gründung hatte Christian Ide Hintze, nachdem er auf Einladung von Allen Ginsberg die „Jack Kerouac School of Disembodied Poetics“ besuchte. Zu den Mitinitiatoren gehören Ernst Jandl, Gerhard Rühm und H.C. Artmann. Die ersten Klassen fanden 1992 statt.
Die Schule für Dichtung bietet keine Ausbildung im klassischen Sinn an, sie organisiert nach eigenen Angaben „lehrhafte Begegnungen mit renommierten Autorinnen und Autoren.“ Im Zentrum steht die praktische Übung. Sie nutzt konsequent Kleinschreibung bei all ihren Publikationen.
1995 lehrte der österreichische Popmusiker Falco an der sfd unter dem Titel: „schreibt falco texte? wenn ja, wie?“ Falco, der auch Sponsorenkontakte für die sfd pflegte, war motiviert von seiner großen Bewunderung für die Dichter H.C. Artmann, Gerhard Rühm und Wolfgang Bauer, die bei der sfd engagiert waren.
Die sfd verfügt über ein Archiv mit Audio- und Videodokumenten, die die Autorinnen und Autoren in ihren Klassen bei der Arbeit zeigen. Ab 1997 bot die sfd virtuelle Klassen an und gehört damit zu den Pionieren des digitalen Klassenzimmers.
Im Jahr 2000 sagte die sfd aus Protest gegen die Regierungsbeteiligung der österreichischen Rechtspartei FPÖ alle Präsenzklassen ab und kündigte an, ins Internet „auszuwandern“. In einer Presseaussendung, die auf die vielen Beitragenden zur sfd aus dem Ausland verwies, hieß es dazu: „Wenn eine „künstlerfeindliche partei, die weder mit der eigenen sprache noch mit den sprachen der anderen auf eine zivilisierte weise umgehen kann“, an die Schalthebel der Macht gelange, bedeute dies für die sfd, die sich auf die Vielvölker- und Vielsprachentradition der Uno-Stadt Wien berufe, nichts Gutes.“
Die sfd leistete nach eigenen Angaben einen Beitrag zur Gründung der escuela de poesía in Medellín, Kolumbien und des Instituts für Sprachkunst an der Universität für Angewandte Kunst in Wien. Letzterem lag der Wunsch der sfd zugrunde, Hochschulanerkennung in Österreich zu erhalten.
Außerdem ist die sfd Gründungsmitglied der EACWP – European Association of Creative Writing Programmes.
Seit 2023 verfügt die sfd über einen Podcast.

## Bekannte Persönlichkeiten
Die sfd gilt nach eigenen Angaben nicht nur als Talentschmiede, sondern auch als Versammlungsort österreichischer Künstler und Intellektueller. Dazu gehören etwa Popmusiker Falco, die Dichter wie H. C. Artmann und Friederike Mayröcker, Liedermacher Ernst Molden, Dramatiker Felix Mitterer und viele österreichische Autoren der Gegenwart wie Hanno Millesi, Julya Rabinowich, Stefan Slupetzky, Heinrich Steinfest, Anna Kim, Christoph Grissemann und Marlene Streeruwitz.
Auch internationale Größen wie Nick Cave, Ilija Trojanow, Blixa Bargeld, Christiane Rösinger, Konstantin Wecker, Sibylle Berg, Dorothee Elminger, Waris Dirie und Allen Ginsberg arbeiteten an der Schule für Dichtung.

## Leitung der Schule für Dichtung
- 1991–2012 Christian Ide Hintze, Lyriker, Performance-Künstler und Multimedia-Poet[1]
- 2012–2024 Fritz Ostermayer, Autor, Musiker, Performer, freier Radiomacher[15][16]
- seit 2024 Nicolas Mahler, Comiczeichner

## Publikationen
- Für h.c. Zum 75ten Geburtstag von H.C. Artmann.  Christian Ide Hintze, Christine Huber (HG), edition Schule für Dichtung, Passagen Verlag. Wien 1996. ISBN 3-85165-241-X

- Hintze, Christian (Hg.): viva la poesia: Nick Cave, Falco und Allen Ginsberg Songs, Übungen und Anekdoten, Residenz, 2002
- Falco: „lyrics complete“, Christian Ide Hintze (Hg.), Edition Schule für Dichtung, Residenz, 2009
- Schule für Dichtung: Falco’s many languages, Residenz, 2010[17]
- Schule für Dichtung: wiener waagen – von der poesie des ablaufdatums, Sonderzahl Verlag, 2017
- Schule für Dichtung: kuhflüstern, weltenformel & paradiesmaschinen, Publikation zum 30-jährigen Jubiläum der Schule für Dichtung, edition Schule für Dichtung im Sonderzahl Verlag, Oktober 2022[18]

## Diskographie (Auswahl)
- 2002:  Viva La Poesia - Schule Für Dichtung Wien; mit Allen Ginsberg, Nick Cave, Falco; Residenz Verlag; ISBN 3-7017-1337-5[19]